# Herb gminy Zawady
Herb gminy Zawady – jeden z symboli gminy Zawady, autorstwa Tadeusza Gajla, ustanowiony 30 marca 2005.

## Wygląd i symbolika
Herb przedstawia na tarczy w polu czerwonym srebrne skrzydło skierowane w lewo (symbol św. Michała Archanioła), a ponad nim srebrne półtora krzyża (godło z herbu Prus).